# Daniel Elguezábal Varela
Daniel Elguezábal Varela es un Maestro FIDE de ajedrez, desde 1983, nacido en Argentina y residente en España. En junio de 2013 tenía una valoración de 2359 según el baremo Elo y se encontraba en la posición 3079 del ranking mundial de ajedrecistas en activo.
Ha publicado varios libros relacionados con el tema.